# Fufius annulipes
Fufius annulipes is een spinnensoort uit de familie Cyrtaucheniidae. De soort komt voor in Colombia.